# Акворт
Акворт (енгл. Acworth) град је у америчкој савезној држави Џорџија. По попису становништва из 2010. у њему је живело 20.425 становника.

## Демографија
Према попису становништва из 2010. у граду је живело 20.425 становника, што је 7.003 (52,2%) становника више него 2000. године.
| Група             | 2000.          | 2010.          |
| Белци             | 10.377 (77,3%) | 11.503 (56,3%) |
| Афроамериканци    | 1.696 (12,6%)  | 5.232 (25,6%)  |
| Азијати           | 309 (2,3%)     | 706 (3,5%)     |
| Хиспаноамериканци | 812 (6,0%)     | 2.542 (12,4%)  |
| Укупно            | 13.422         | 20.425         |